# Richard Dannatt
Francis Richard Dannatt (23 de diciembre de 1950) es un militar británico retirado que fue General y Jefe de Estado Mayor de las Fuerzas Armadas Británicas, el asumió su cargo en 2006.

## Educación y vida personal
El General Sir Francis Richard Dannatt nació el 23 de diciembre de 1950 y fue educado en la escuela Felsted y en la universidad de St Lawrence College. Él y su mujer, Felipa, que residen en Norfolk son graduados de la Universidad de Durham. Casado en 1977, tienen tres hijos y una hija. Uno de sus hijos, ha trabajado recientemente con los Granaderos, en Irak y Afganistán. 

## Cargos y condecoraciones
Además de su actual nombramiento, el general Dannatt es el Coronel Comandante del Cuerpo Aéreo del Ejército, tras haber sido coronel, estos son denominados los Howard Green, y coronel comandante de la Policía Militar Real. Actualmente es también Presidente de la Asociación de Rifle del Ejército, y de la Unión de Rugby del Ejército, de la Asociación de Deportes de Invierno del Ejército, y de la Asociación de los lectores de Escritura Airmens, además de Vicepresidente de cristianos de las Fuerzas Armadas de la Unión.
Fue condecorado con la Cruz Militar en 1973 y nombrado comendador de la Orden del Imperio Británico en 1996, se le concedió la Encomienda de la Reina en valiosos servicios en 1999 y fue nombrado caballero comendador de la Orden del Baño en 2005. El General Dannatt es un Fideicomisario de la Ayuda de nuevo Servicio de caridad para los héroes. Él es un patrón de la guerra, la zona de la caridad, la esperanza y hogares para niños.
Recientemente, fue elegido para convertirse en un miembro del Hatfield College, Durham, y en Presidente de la Real Asociación Agrícola de Norfolk en 2008. El Senado de la Universidad de Durham ha decidido recientemente que se le confiera el grado honorario de Doctor en Derecho Civil.

## Comandante de las tropas británicas en Afganistán e Irak
Los ataques contra los soldados británicos en Irak aumentaron espectacularmente en 2005 después de que los jefes militares, bajo las órdenes del primer ministro británico Tony Blair, cambiaran su atención a una nueva campaña en Afganistán (el jefe del Ejército dijo a The Times). 
El General Sir Richard Dannatt, que se retiró como Jefe del Estado Mayor en agosto, indicó que el Ministerio de Defensa se distrajo después que Blair comprometió a Gran Bretaña a "un mayor esfuerzo" en Afganistán en 2004. En ese momento el sur de Irak fue relativamente tranquilo en comparación con Bagdad, donde las tropas de EE. UU. se acercaban cada vez más bajo ataque. Fue en este contexto que el señor Blair decidió ordenar a los jefes militares para comenzar a planificar para Afganistán. 
El General Dannatt dijo a The Times en una entrevista exclusiva: "La importancia acerca de que la decisión [sin embargo] es que fue un movimiento estratégico por el Reino Unido a hacer un esfuerzo mayor en el sur de Afganistán para aliviar en parte la presión sobre los Estados Unidos, porque a mediados de 2004 en Bagdad, el norte y el oeste de Irak, la violencia aumentó considerablemente más de lo que era en el sur. 
"Pero, por supuesto, a mediados de 2006, la situación en el sur de Irak también se ha deteriorado, lo que nos dio la combinación de dos operaciones difíciles de poner la presión sobre el Ejército que ya hemos hablado en el pasado", dijo el general Dannatt, mirando hacia atrás en las lecciones aprendidas de la campaña de estos seis años, la denominada Operación Telic en Irak.
En 2004, el año de la decisión del señor Blair, que fue anunciada en una cumbre de la OTAN en Estambul, veintidós efectivos del personal del servicio británico fueron muertos en Irak, pero por solo dos de las bombas de carretera. Trece de las muertes fueron causadas por accidentes de tráfico u otros incidentes de combate. Esto cambió radicalmente en 2005 cuando, respaldado por una milicia iraní, los chiitas lanzaron una guerra contra las tropas británicas. 
Una de las razones, dijo el general Dannatt, pudo haber sido el enfado de Irán en los nuevos esfuerzos occidentales en el momento de tratar de detener el programa nuclear de Teherán. 
De los veinte y tres soldados que murieron en 2005, ocho fueron asesinados después de su poca protección, las Snatch Land Rover fueron voladas por un nuevo tipo de artefacto explosivo que había sido fabricado en Irán y de contrabando en la frontera en el sur de Irak. 
Al año siguiente, de los 29 que murieron, 15 fueron muertos por las bombas de carretera mortal por los llamados proyectiles explosivos o de penetración (EFP). El Ministerio de Defensa del Reino Unido tuvo que escarbar alrededor para comprar vehículos blindados de la estantería para enviar a Irak co el objetivo de proporcionar una mejor protección contra la EFP. 
"Hemos estado acostumbrados a tratar con artefactos explosivos improvisados, particularmente en Irlanda del Norte, pero estos fueron los realmente grandes. 
Grandes mastines y Bulldogs fueron enviados a Basora, aunque hubo retrasos en el tiempo, expresó el general Dannatt, debido a la necesidad de integrar radios británicos militares en estos nuevos vehículos blindados. 
Dannatt recordó el impacto de la decisión del señor Blair en Afganistán en el Ejército. "Inevitablemente, una parte de nuestro esfuerzo de planificación en el Ministerio de Defensa y en el Cuartel General Conjunto Permanente se asignó a pensar en lo que estaría haciendo en el sur de Afganistán, ¿qué tipo de fuerzas que se necesitan, y comenzamos la planificación de esa operación, y sobre todo también pensar a través de la muy difícil cuestión de establecer una línea de comunicación casi a la mitad de todo el mundo - no es poca cosa ", dijo. 
A pesar de las bajas en aumento, no hubo refuerzos. Con 3.500 soldados que fueron destinados para Afganistán, los recursos son ajustados. En su lugar, para tratar de detener los ataques diarios a las unidades que prestan servicios en la ciudad de Basora, se iniciaron conversaciones con la milicia chiita para poner fin a la violencia. El último de los restantes 500 soldados en la ciudad de Basora se retiraron en septiembre de 2007. 
El General Dannatt se esforzó en destacar el papel de las Fuerzas Británicas en el restablecimiento de la seguridad a la ciudad portuaria más grande de Irak. "Tenemos un resultado muy satisfactorio en el sur de Irak y en la actualidad de Basora, y creo que es el crédito enorme a las Fuerzas Armadas, francamente, para tomar el control y la gestión de los recursos que teníamos", dijo. 

### Hablar claro
General Sir Richard Dannatt asumió el poder del Ejército en 2006 y rápidamente adquirió la reputación de decir lo que pensaba. Él admitió que todo lo que dijo era predecible y llegó a calcularse. 
En octubre de 2006 advirtió sobre el riesgo de que una presencia continua de tropas británicas en Basora podría "agravar" la situación de la seguridad. En la misma entrevista, dijo que todas las tropas británicas habían disfrutado del consentimiento del pueblo iraquí. 
Se han subrayado repetidamente las presiones bajo las que ha estado el ejército y advirtió de que podría ser roto por el ritmo (de estas) sin parar. 
Él dijo que había un "vacío moral y espiritual" en Gran Bretaña que había permitido a los extremistas musulmanes a socavar "nuestra forma de vida" 
Se criticó la práctica de poner a los militares heridos en las mismas salas de civiles, además se instó a los ciudadanos a salir en apoyo de las tropas cuando estas regresaran a casa. 
El general convocó por mejores salarios para los soldados jóvenes, diciendo que los que sirven en Irak y Afganistán se les paga menos que los guardias de tráfico.

## Guerra contra el Estado Islámico
En mayo de 2015 Dannat (en acuerdo y en conjunto con varios generales británicos, entre ellos el General David Richards) sugirió al estado británico desplegar tropas terrestres en la lucha contra el Estado Islámico (ISIS) debido a que el aporte de la Fuerza Aérea de la coalición anti-ISIS no es suficiente.

## Ocio y otras actividades extras
En su tiempo libre, el general Dannatt goza de la caza, la pesca, esquí y tenis, viendo el cricket, el fútbol y el rugby y la lectura de los mismos dos o tres páginas en la noche antes de irse a dormir.